# Eunidia subvagepicta
Eunidia subvagepicta är en skalbaggsart som beskrevs av Stefan von Breuning 1963. Eunidia subvagepicta ingår i släktet Eunidia och familjen långhorningar. Inga underarter finns listade i Catalogue of Life.